# Nižný Klátov
Nižný Klátov (pierwotnie: Nižný Tejkeš, węg. Alsótőkés) – wieś (obec) na Słowacji położona w kraju koszyckim, w powiecie Koszyce-okolice. Leży w odległości 8,5 km (w linii prostej) na zachód od Koszyc.

## Położenie
Wieś leży u południowych podnóży Pasma Kojszowskiej Hali w Rudawach Spiskich, w niewielkiej śródgórskiej kotlinie, jaką wytworzył Myslavský potok (przepływający południowym skrajem wsi) oraz kilka wpadających tu do niego od północy dopływów. Miejscowość dostępna jest drogą, wiodącą z Koszyc doliną wspomnianego Myslavského potoku.

## Historia
Osadę założyli na przełomie XIII i XIV w. niemieccy osadnicy, poszukujący w okolicznych górach cennych minerałów. W roku 1311, gdy zbuntowany przeciw królowi Karolowi Robertowi Amadej Aba usiłował zdobyć Koszyce, osada prawdopodobnie znów opustoszała. Pierwsze wzmianki o miejscowości pochodzą z roku 1317. Od 1374 r. Nižný Klátov był wsią poddańczą Koszyc. Na skutek postępującej asymilacji od ok. XVII w. nie był tu już widoczny żywioł niemiecki. Poza górnictwem mieszkańcy zajmowali się rolnictwem i pasterstwem. Po tzw. pierwszym arbitrażu wiedeńskim (2 listopada 1938 r.)wieś, jak i całe południowe podnóża Rudaw Spiskich, została włączona do Królestwa Węgier. Wojska niemieckie ustąpiły z tych terenów w ostatniej dekadzie stycznia 1945 r.

## Demografia
Według danych z dnia 31 grudnia 2012, wieś zamieszkiwało 749 osób, w tym 377 kobiet i 372 mężczyzn.
W 2001 roku rozkład populacji względem narodowości i przynależności etnicznej wyglądał następująco:
- Słowacy – 99,51%
- Czesi – 0,16%
- Niemcy – 0,16%
- Węgrzy – 0,16%

Ze względu na wyznawaną religię struktura mieszkańców kształtowała się w 2001 roku następująco:
- Katolicy rzymscy – 88,11%
- Grekokatolicy – 0,81%
- Prawosławni – 0,33%
- Ateiści – 6,84%
- Nie podano – 0,98%